# Scandale de la Banca Romana

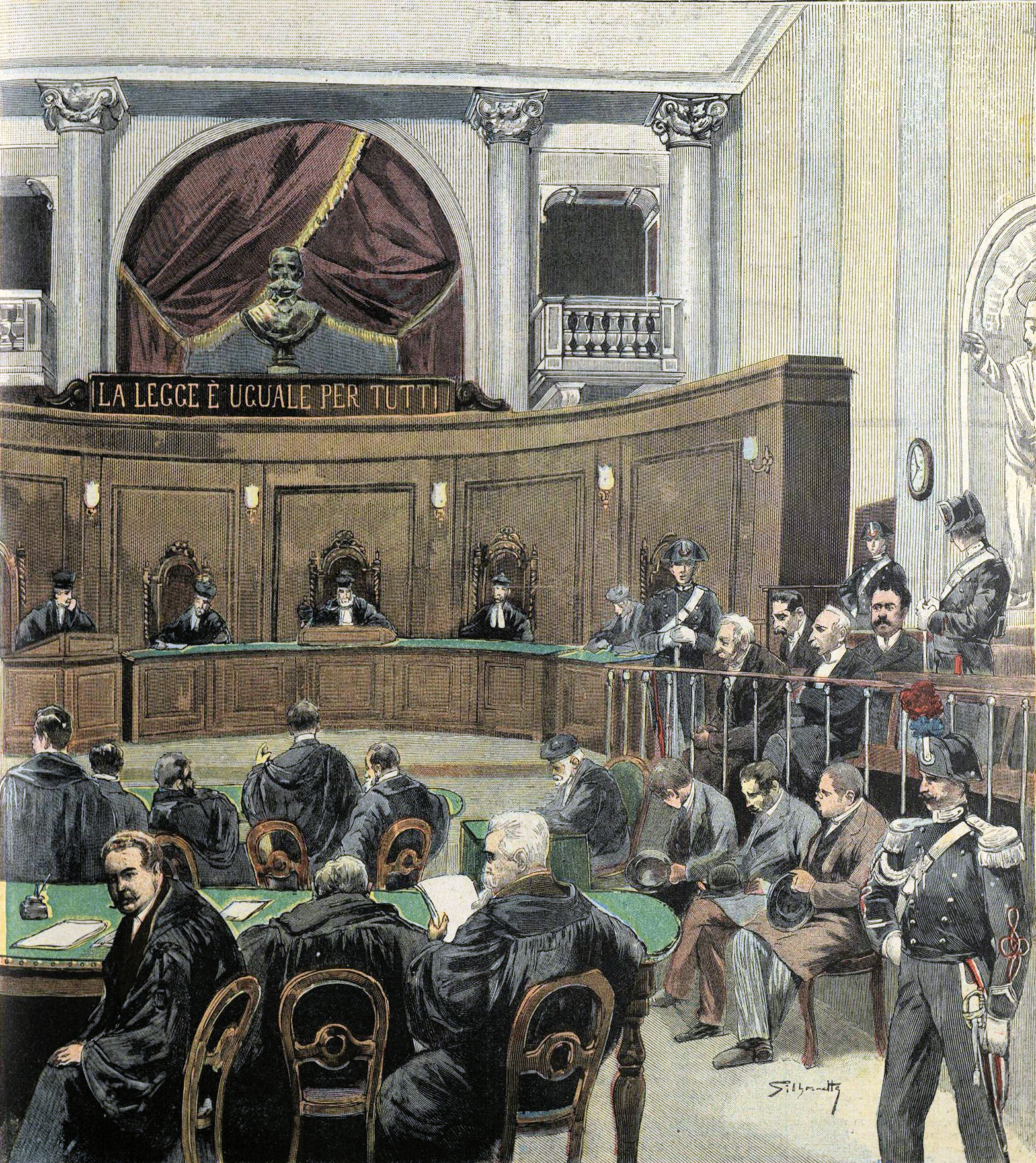
Au procès du scandale de la Banca Romana, dans La Tribuna illustrata. Image de 1894.

Le scandale de la Banca Romana consiste en la révélation d'émission monétaire illégale et de bilans falsifiés, a éclaté en décembre 1892 et abouti à la faillite de la banque, puis à une crise politique. Il a mis en lumière en Italie les phénomènes de collusion entre l'élite politique et l'élite bancaire. Le sociologue Vilfredo Pareto (1848-1923) et le groupe des économistes libéraux du Giornale degli Economisa jouèrent un rôle important dans la révélation du scandale.

## Histoire
En 1892 fut révélé au Parlement italien un scandale impliquant la Banca Romana, qui avait doublé le volume de la monnaie mise en circulation en émettant illégalement des billets de banque au-delà de son plafond, et ce, pour accorder aux investisseurs immobiliers des nouveaux quartiers romains en constructions des avances très élevées. Créée en 1834, cette banque était passée des mains d'un groupe français et belge à un groupe italien.
Le président du Conseil italien Giovanni Giolitti ordonna une enquête, en instituant une commission gouvernementale spéciale. Mais en novembre 1893, le scandale cause son départ puis la suspension de la convertibilité de la lire italienne. L'opinion et la presse reprochent notamment à Giovanni Giolitti et à ses prédécesseurs d'avoir fait nommer en 1881 puis d'avoir maintenu le gouverneur de la Banca Romana, Luigi Tanlongo, emprisonné pendant la révélation du scandale. Accusé d'avoir obtenu un siège de sénateur au directeur la banque, Tanlongo, en échange de fonds destinés à sa propagande électorale, et d'avoir détourné des documents compromettants du dossier de justice, Giovanni Giolitti sera remplacé par Francesco Crispi le 21 janvier 1894, bien que ce dernier soit lui-même éclaboussé par le scandale. Crispi fait proclamer la loi martiale en Sicile pour mettre fin aux manifestations des faisceaux siciliens.
Le scandale a entraîné au même moment deux autres banques italiennes dans la débâcle, le Crédit mobilier italien et la Banque générale. La Banca Romana fut mise en liquidation.